# Најтежи људи
Ово је списак најтежих људи.

## Списак
Ово је списак људи који имају преко 500 килограма.
      Није жив/a
      Жив/a је
| Место | Име                  | Пол | Рођење              | Смрт                | Маса   | Држава            |
| ----- | -------------------- | --- | ------------------- | ------------------- | ------ | ----------------- |
| 1.    | Џон Брауер Миноч     | M   | 29. септембар 1941. | 10. септембар 1983. | 635 kg | Сједињене Државе  |
| 2.    | Калид ибн Мосен Шари | M   | 1991.               | Жив је              | 610 kg | Саудијска Арабија |
| 3.    | Мануел Урибе         | M   | 11. јун 1965.       | 26. мај 2014.       | 597 kg | Мексико           |
| 4.    | Карол Јагер          | Ж   | 26. јануара 1960.   | 18. јула 1994.      | 545 kg | Сједињене Државе  |
| 5.    | Валтер Хадсон        | M   | 1944.               | 24. децембра 1991.  | 544 kg | Сједињене Државе  |
| 6.    | Розали Брадфорд      | Ж   | 27. август 1943.    | 29. новембра 2006.  | 544 kg | Сједињене Државе  |
| 7.    | Мајкл Хебранко       | M   | 14. мај 1953.       | 25. јул 2013.       | 500 kg | Сједињене Државе  |